# Fontaine de Santa María
La fontaine de Santa María est une fontaine publique historique située au centre de la place homonyme de la ville de Baeza, en Andalousie. Elle constitue une des icônes monumentales de la ville et est, des mots de l'historien de l'architecture Fernando Chueca Goitia, une des fontaines les plus belles et originales d'Andalousie. Construite en 1564, elle fait partie de l'ensemble monumental Renaissance de Baeza, qui avec celui d'Úbeda, a été déclaré Patrimoine de l'Humanité par l'Unesco en 2003.

## Description
Sa partie inférieure a été construite sous la forme d’un arc de triomphe romain, symbolisant ainsi le patrimoine historique et le rang de la ville. L'ensemble est soutenu par des colonnes toscanes. Sur les côtés ouest et est se trouvent respectivement les armoiries de Baeza. Sa partie supérieure est encadrée par deux grands corbeaux et soutenue par deux couples d'atlantes qui flanquent respectivement des deux côtés les armes du roi Philippe II. L'ensemble est coiffé d'un fronton triangulaire.

## Références

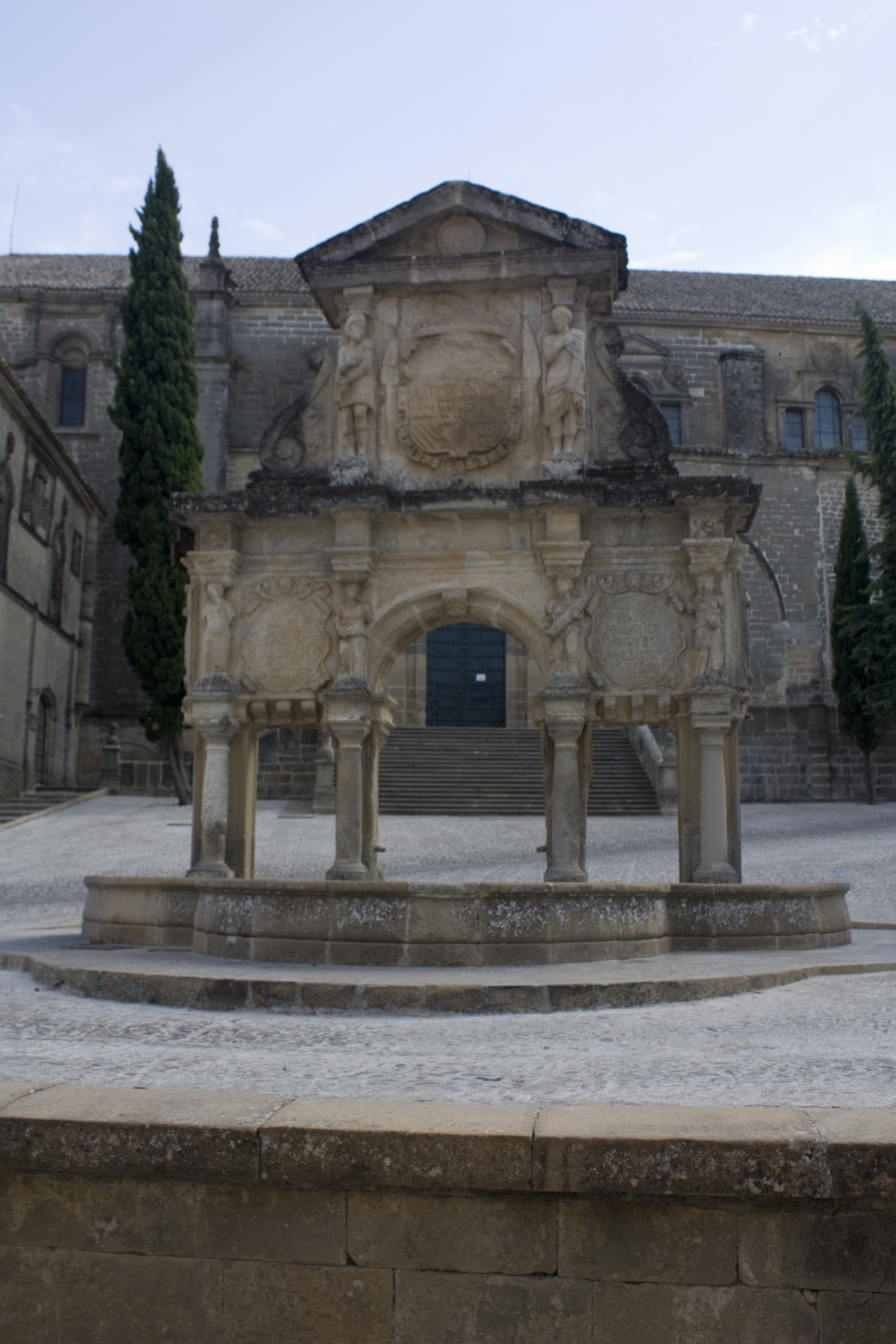
Fontaine de Sainte María.

## Source de traduction
- (es) Cet article est partiellement ou en totalité issu de l’article de Wikipédia en espagnol intitulé « Fuente de Santa María » (voir la liste des auteurs).